# قائمة البعثات الدبلوماسية في سري لانكا

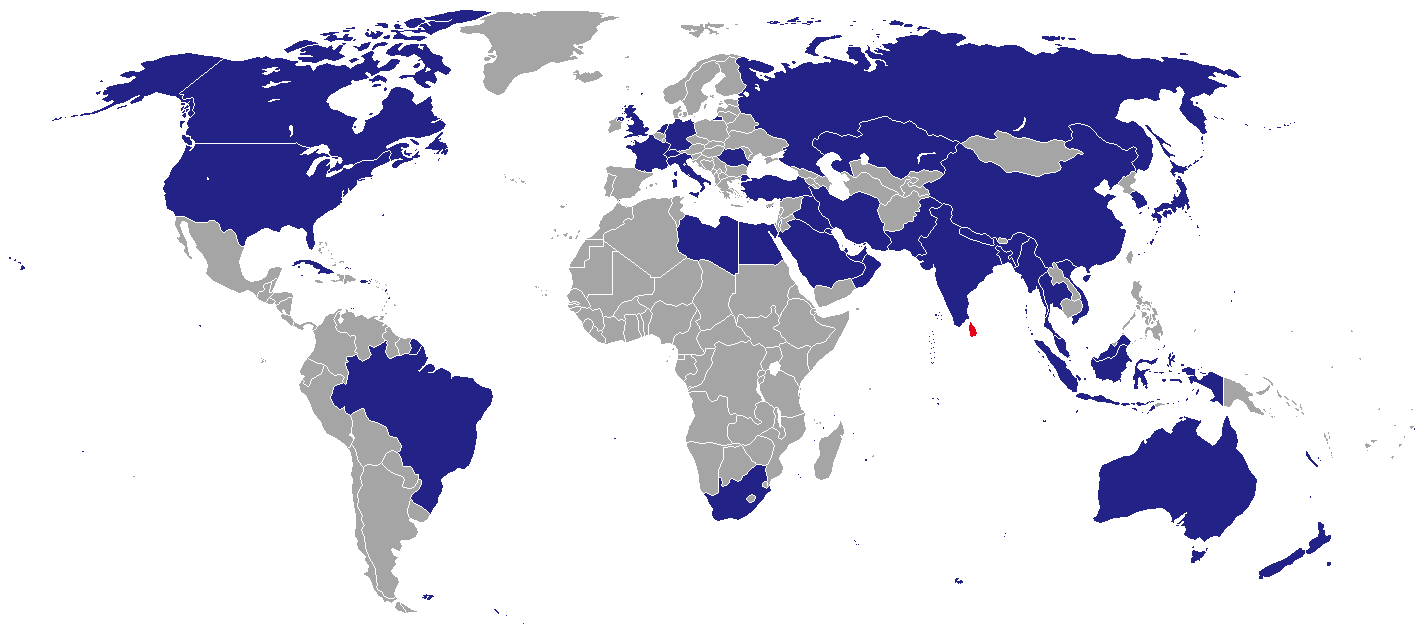
خريطة البعثات الدبلوماسية في سريلانكا

هذه قائمة البعثات الدبلوماسية في سريلانكا .

## السفارات / المفوضية العليا في كولومبو
1. أفغانستان
2. أستراليا
3. بنغلاديش
4. البرازيل
5. كندا
6. الصين
7. كوبا
8. مصر
9. فرنسا
10. ألمانيا
11. الكرسي الرسولي
12. الهند
13. إندونيسيا
14. إيران
15. العراق
16. إيطاليا
17. اليابان
18. الكويت
19. ليبيا
20. ماليزيا
21. جزر المالديف
22. ميانمار
23. نيبال
24. هولندا
25. النرويج
26. عمان
27. باكستان
28. فلسطين
29. قطر
30. رومانيا
31. روسيا
32. المملكة العربية السعودية
33. سيشل
34. جنوب أفريقيا
35. كوريا الجنوبية
36. سويسرا
37. تايلاند
38. تركيا
39. الإمارات العربية المتحدة
40. المملكة المتحدة
41. الولايات المتحدة
42. فيتنام

### بعثات أو وفود أخرى
- الاتحاد الأوروبي (تفويض)

## القنصلية العامة

### هامبانتوتا
| - الهند |

### جفنا (سريلانكا)
| - الهند |

### كاندي (مدينة)
| - الهند |

## السفارات غير المقيمة والمفوضيات العليا المعتمدة لدى سريلانكا
'مقيم في نيودلهي، الهند:' '
- أرجنتين[1]
- أرمينيا
- النمسا
- بلجيكا[2]
- بوتان
- بروناي
- بلغاريا[3]
- كمبوديا[4]
- تشيلي[5]
- كولومبيا
- جمهورية التشيك[6]
- دنمارك
- إستونيا
- فنلندا[7]
- غانا[8]
- غواتيمالا
- إيرلندا[9]
- إسرائيل
- كينيا
- كوريا الشمالية
- ليتوانيا
- لوكسمبورغ
- موريشيوس
- المكسيك
- المغرب
- نيوزيلندا[10]
- البرتغال
- باراغواي
- بيرو
- سلوفينيا[11]
- السويد[12]
- سوريا
- تنزانيا

مقيم في مكان آخر:
| - هايتي (تايبيه) - الفلبين (دكا) - بنما (هانوي) - سيراليون (أبو ظبي) |

## السفارات المغلقة / اللجان العليا
- نيجيريا (closed in 2017)[13]
- الفلبين (closed in 1993)
- السويد (closed in 2010)[14]